# Pia Stadtbäumer

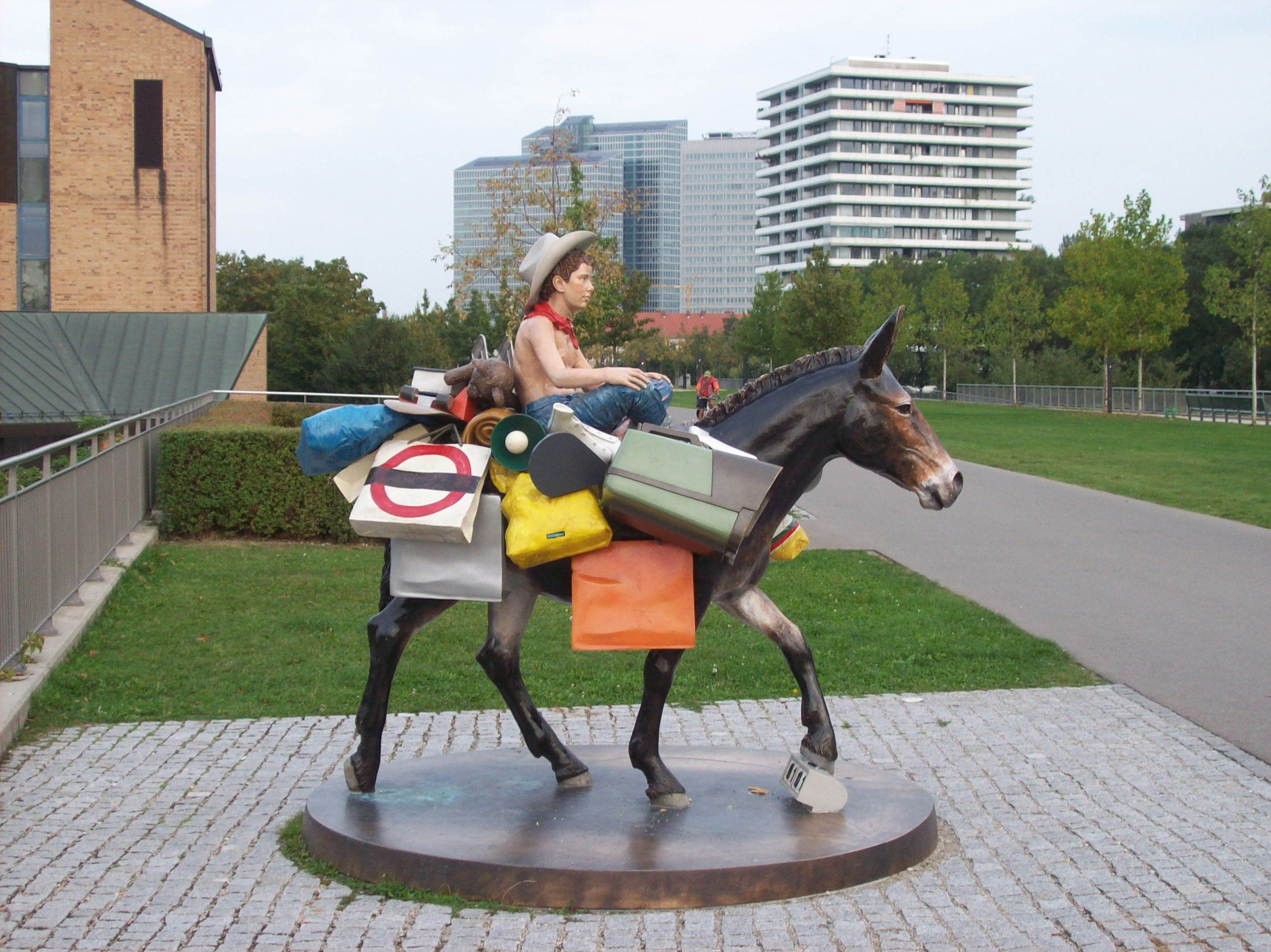
München, Petuelpark: Go!

Pia Stadtbäumer (* 1959 in Münster) ist eine deutsche Bildhauerin und Installationskünstlerin.

## Leben
Stadtbäumer studierte von 1981 bis 1988 an der Kunstakademie Düsseldorf. In diesem Zeitraum erlangte sie 1986 bei Alfonso Hüppi ihr Patent als Meisterschülerin. Von 1996 bis 1997 dozierte sie als Lehrstuhlvertretung an der Akademie der Bildenden Künste München. Seit 2000 ist sie als Professorin an der Hochschule für bildende Künste Hamburg und dort auch stellvertretende Vorsitzende des Studiengangsausschusses Kunst. Stadtbäumer ist mit dem Bildhauer Harald Klingelhöller verheiratet und lebt und arbeitet in Düsseldorf. Ihre Werke genießen auf zahlreichen nationalen und internationalen Ausstellungen große Aufmerksamkeit.

## Ausstellungen
- 2000/2001: ich du er sie es. Rineke Dijkstra Pia Stadtbäumer, Kunstmuseum Bonn

## Auszeichnungen
- 1988: Stipendium Cité Internationale des Arts Paris
- 1991: Peter Mertes Stipendium, Bonn
- 1993: Förderpreis Bildende Kunst des Kulturkreises der Deutschen Wirtschaft im BDI
- 1994: Karl-Schmidt-Rottluff-Stipendium
- 1994: Atelierstipendium der Bayrischen Rück, München
- 1995: Arbeitsstipendium der Stiftung Kunstfonds, Bonn
- 2019: Karl Ernst Osthaus-Preis